# Prosanova (Hildesheim)
Prosanova ist ein Festival für junge deutschsprachige Literatur, initiiert und ausgerichtet von der Hildesheimer Literaturzeitschrift Bella triste, welches alle drei Jahre stattfindet. Das Prosanova hat, wie die Bella triste, seine Wurzeln im Studiengang Kreatives Schreiben und Kulturjournalismus des Literaturinstituts an der Universität Hildesheim. Allerdings wird das Prosanova mittlerweile unabhängig von dem Literaturinstitut Hildesheim veranstaltet.
Prosanova 2005 präsentierte in mehr als 20 Veranstaltungen über fünfzig Autoren der jüngeren Generation, unter anderem Uwe Tellkamp, Thomas Meinecke, Terézia Mora, Susanne Heinrich, Saša Stanišić und Frank Spilker von der Band Die Sterne. 2008 fand es in den aufgegebenen Werkhallen der Phoenix AG, Moritzberg, statt, 2011 auf einem Hildesheimer Kasernengelände und 2014 in der Hauptschule am Alten Markt und den umliegenden Gebäuden. 2017 wurde das Festival auf dem Gelände einer alten Eisenhalle und eines stillgelegten Supermarkts veranstaltet. Zu Gast waren unter anderem Fatma Aydemir und Juan S. Guse.

## Profil
Prosanova will die deutschsprachige Gegenwartsliteratur in ihren Spannungsfeldern vorstellen. Deshalb präsentiert das Festival sowohl etablierte Schriftsteller, als auch bislang unveröffentlichte Autoren. Neben klassischen Lesungsformaten finden im Rahmen des Festivals auch Konzerte und Podiumsdiskussionen, szenische Lesungen, Live-Hörspiele sowie ein Prosanova-Literaturwettbewerb statt. Die finalen Texte dieses Wettbewerbs sowie Essays über das jeweilige Festivalthema werden in einer zum Festival erscheinenden Prosanova-Sonderausgabe von Bella triste präsentiert.

## Prosanova 2005
„Die literarische Gegenwart treibt frische Blüten“ war der Leitsatz des ersten Prosanova-Festivals, das vom 26. bis zum 29. Mai 2005 in Hildesheim stattfand. Unter dem Motto „Saat und Wildwuchs“ wurde dort über die Lehr- und Lernbarkeit literarischen Schreibens diskutiert: Den Themen und Poetiken literarischer Autodidakten wie Uwe Tellkamp wurden die Arbeiten von Schreibschulabsolventen wie Mariana Leky oder Saša Stanišić gegenübergestellt, immer unter der Frage, wie viel Handwerk gutes Erzählen braucht, und ob die Treibhausatmosphäre der Literaturinstitute das junge Erzählen fördert, oder doch eher lähmt.

### Gäste und Lesungsformate
„Das 21. Jahrhundert“, die große zweiteilige Hauptveranstaltung von Prosanova 2005, präsentierte fünf Autoren mit fünf Büchern, die für das junge Erzählen der Gegenwart prägend sind: Jenny Erpenbeck mit Tand von 2001, Henning Ahrens mit Lauf Jäger lauf von 2002, Tilman Rammstedt mit Erledigungen vor der Feier von 2003, Terézia Mora mit Alle Tage von 2004 und den Bachmannpreisträger Uwe Tellkamp mit Der Eisvogel von 2005.
„Saat und Wildwuchs“ konfrontierte die beiden Schreibschulabsolventinnen Mariana Leky und Sünje Lewejohann mit dem Autodidakten Andreas Maier und hinterfragte den Schreibschul-Diskurs der Feuilletons.
In „Schreiben für Millionen“ diskutierten Frank Spilker von der Band Die Sterne und Christiane Rösinger, Sängerin der Bands Lassie Singers und Britta mit den Intro-Redakteuren Linus Volkmann und Sonja Eismann über Pop und Poesie der Hamburger Schule.
Der „Laubenrausch“ bespielte eine große Hildesheimer Schrebergartenkolonie mit den parallelen Lesungen von 12 Autoren, die einen Nachmittag lang ihre Zuhörer in einer jeweils eigenen kleinen Gartenlaube empfingen: Nora Bossong, Stephan Turowski, Saša Stanišić und mehrere Studierende und Absolventen der Schreibschulen in Hildesheim und Leipzig.
Weitere Autoren:  Jörg Albrecht, Bas Böttcher, Tanja Dückers, Finn-Ole Heinrich, Susanne Heinrich, Anja Hilling, Björn Kuhligk, Raphael Urweider, Thomas Meinecke, Thomas Pletzinger, Steffen Popp, Kathrin Röggla, Tina Uebel und Kevin Vennemann.

## Prosanova 2008
„Poesie und Position“ war der Leitsatz des zweiten Festivals, das vom 22. bis zum 25. Mai 2008 stattfand. Unter dem Motto wurde über Schnittmengen und Differenzen in den Schreibansätze und Poetiken der jüngsten Autorengeneration diskutiert.

### Gäste und Lesungsformate
Im Februar 2008 hatte Prosanova zehn junge Autoren unter Ausschluss der Öffentlichkeit  zu einer Werkstatt eingeladen (u. a. Jörg Albrecht, Ann Cotten, Daniela Danz, Jagoda Marinić, Thomas Pletzinger, Steffen Popp). Sie stellten in „Poesie und Position“, der großen zweiteilige Hauptveranstaltung ihre literarischen Arbeiten und Positionen vor.
„Pop und Position“ brachte Christian Kracht und Mercedes Bunz zu einem Gespräch über Pop- und Medienwelt zusammen, während bei „Politik und Position“ Marcel Beyer, Alexander Osang und Robert Thalheim aus ihren Werkstätten erzählten. In der „Farnmontage“ sprachen Jo Lendle, Uwe Tellkamp und Anne Weber über Literatur und Arbeitswelt.
Weitere Programmpunkte waren der Lyrik („Lyrikblitze“), der szenischen Lesung („Dramenspeicher“), dem Nachwuchs („Höhenlinien“), der Musik („Krachgut“) und dem literarischen Event („Nachtblende“) gewidmet.
Weitere Autoren: Finn-Ole Heinrich, Hanns-Josef Ortheil, Kristof Magnusson, Ulrike Almut Sandig, Christian Schloyer, Ron Winkler, Ulf Stolterfoht, Thomas von Steinaecker, Harriet Köhler, Selim Özdogan u. a.

## Prosanova 2011
Das dritte Prosanova-Festival fand vom 26. bis 29. Mai 2011 statt: Unter dem Motto „Literatur als Ereignis“ wurde vor allem auf innovative Lesungsformate Wert gelegt.

## Prosanova 2014
Das vierte Prosanova-Festival fand vom 29. Mai bis 1. Juni 2014 statt. Etwa 120 Künstler traten in über 40 Lesungsformaten auf. Im Fokus stand hierbei die literarische Lebensführung der eingeladenen Autoren. Lesungen, Vorführungen und Diskussionen drehten sich um die Fragen, was Literatur leisten soll und wie mit ihr gelebt werden kann.

### Gäste und Lesungformate
Im Programm von Prosanova 2014 gab es keine als solche titulierten Hauptveranstaltungen. Neben bewährten Formaten wie dem Literarischen Fußballspiel und dem den Festivaltag einläutenden Frühstück zeichnete sich das Festival durch eine Mischung eingeladener Gruppen, die für Prosanova entwickelte Formate präsentierten, und eigens für Prosanova entwickelten Lesungen und Diskussionen aus. Eingeladene Gäste waren unter anderem Clemens Meyer, Wolfram Lotz, Leif Randt, Svealena Kutschke, Jan Brandt, Dorothee Elmiger, Jo Lendle, Saša Stanišić und Thomas Pletzinger.

## Prosanova 2017
Das fünfte Prosanova fand vom 8.–11. Juni 2017 in der Nordstadt Hildesheims auf dem Gelände einer alten Eisenhalle und einem stillgelegten Supermarkt statt. Unter dem Thema „Material, Prozess und Protokolle“ wurde ein Programm mit mehr als 80 Künstlern veranstaltet.

### Gäste und Lesungsformate
Der Fokus lag in diesem Jahr besonders auf noch weniger etablierten, z. T. unveröffentlichten Autoren. Eingeladene Gäste waren unter anderem Fatma Aydemir, Shida Bazyar, Juan S. Guse, Florian Kessler, Anke Stelling, Margarete Stokowski und Bettina Wilpert.
2017 wurde als neuer Programmpunkt ein Arist-in-Residence-Programm eingerichtet, das sich als Forum für eigene Texte und Themen von Nachwuchsautoren begreift. Im Vorfeld des Festivals bot das AiR-Programm Workshops und Textwerkstätten, die eigens für die AiR-Autoren konzipiert wurden. Auf dem Festival stellten sie ihre Texte als Teil des Programms vor. Darüber hinaus gab es Lecture Performances, Lesungen, Übersetzungen, Installationen, Konzerte, Szenische Einrichtungen, die Verleihung des Ingebach-Borgmann Preises in der die Berliner Lesereihe Kabeljau & Dorsch in einer öffentlichen Jury Diskussion der Preis für den besten deutschsprachigen Literaturpreis vergeben wurde. Es gab eine programmierte Nachtwanderung, Taxifahrten mit Autoren, Vorträge, Textadventure und Gespräche.
Zum Festival erschien eine Sonderausgabe der Bella triste, in der das Festival dokumentiert, reflektiert und bewertet wird.

## Prosanova 2020
Prosanova 2020 fand vom 11.–14. Juni 2020 aufgrund der COVID-19-Pandemie online statt.
50 junge Schreibende und Kunstschaffende waren eingeladen, ihre Texte und literarischen Verfahren in Hildesheim zu inszenieren und in mehr als 40 Veranstaltungsformaten vorzustellen. Das Thema der sechsten Ausgabe lautete „Glätte und Reibung“. Um die eingeladenen Gäste nach ver.di -Richtlinien entlohnen zu können, wurden weniger Gäste eingeladen als in der vorherigen Ausgabe.

### Gäste und Formate
Der Fokus lag 2020 auf etablierten und weniger etablierten Stimmen eines alternativen und gängigen Literaturbetriebs. Eingeladene Gäste waren unter anderem Raphaela Edelbauer, Jackie Thomae, Karosh Taha, Dana von Suffrin, die Brüder Ralph und Norwin Tharayil, Karen Köhler, Özlem Özgül Dündar, Max Czollek, Cihan Acar, Helene Bukowski, Isabelle Lehn und Ronya Othmann.
Das 2020 eingerichtete Arist-in-Residence-Programm wurde weitergeführt. Die digitalen Veranstaltungen waren multimedial ausgerichtet. Neben klassischen Videoformaten, Audiowalks und aufgenommenen Lesungen und Diskussionsformaten gab es eine Vielzahl experimenteller Videoformate (virtuelle Stadttouren und online Pen&Paper-Spiele). Personen, die das Festival besuchten, konnten sich unter anderem interaktiv auf der Plattform Gather Town begegnen.